# 根羽村
根羽村（ねばむら）は、長野県下伊那郡に属している村。南信地方（南信州地域）に含まれる。

## 地理
長野県の最南西部に位置する。南東には茶臼山が聳え、全体に北西へ向かって標高が低くなる。全域が三河湾に注ぐ矢作川流域であり、西三河地方を灌漑する明治用水の涵養林があるなど、古くから愛知県と密接な関係にある。

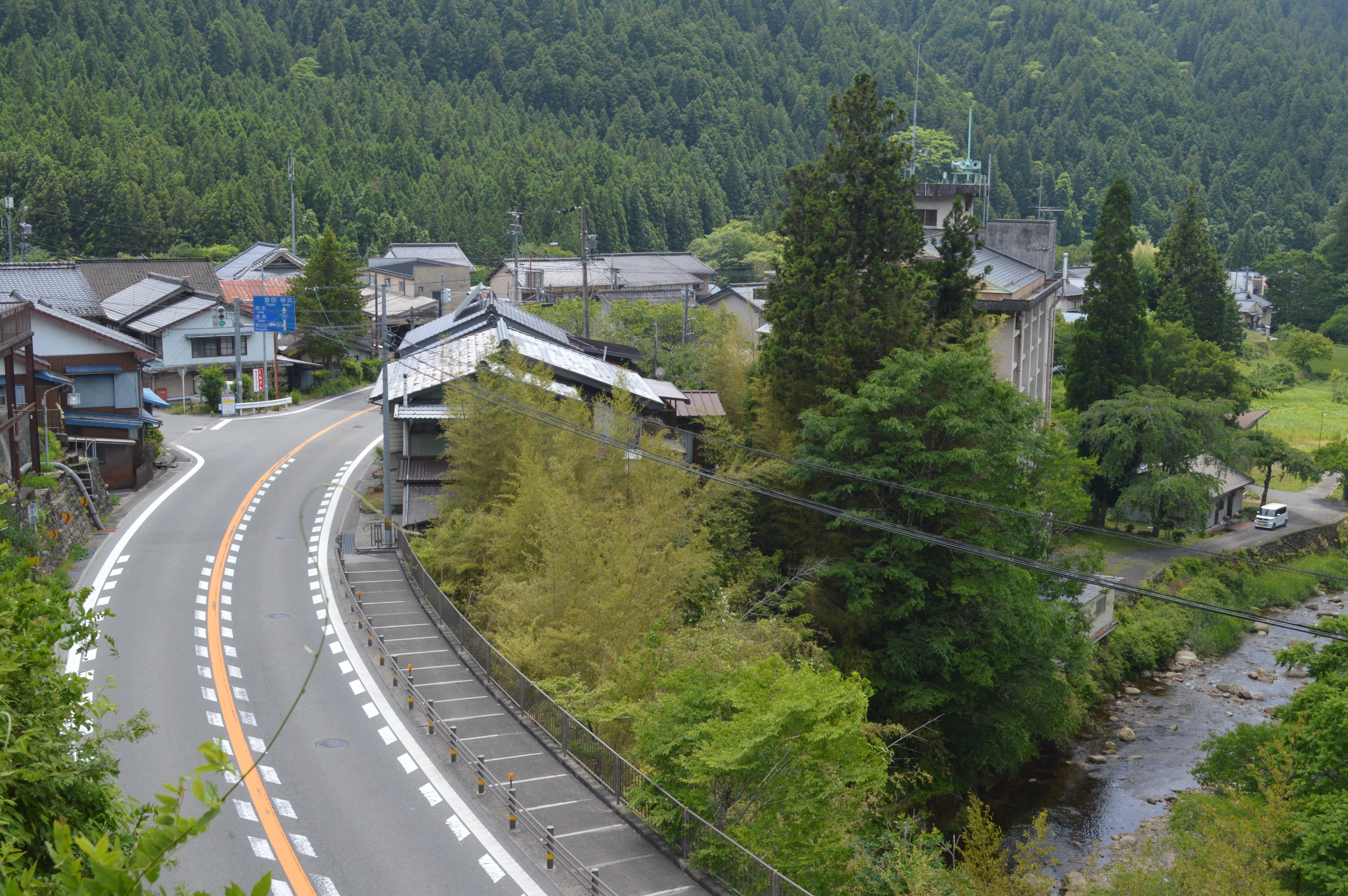
根羽村中心部
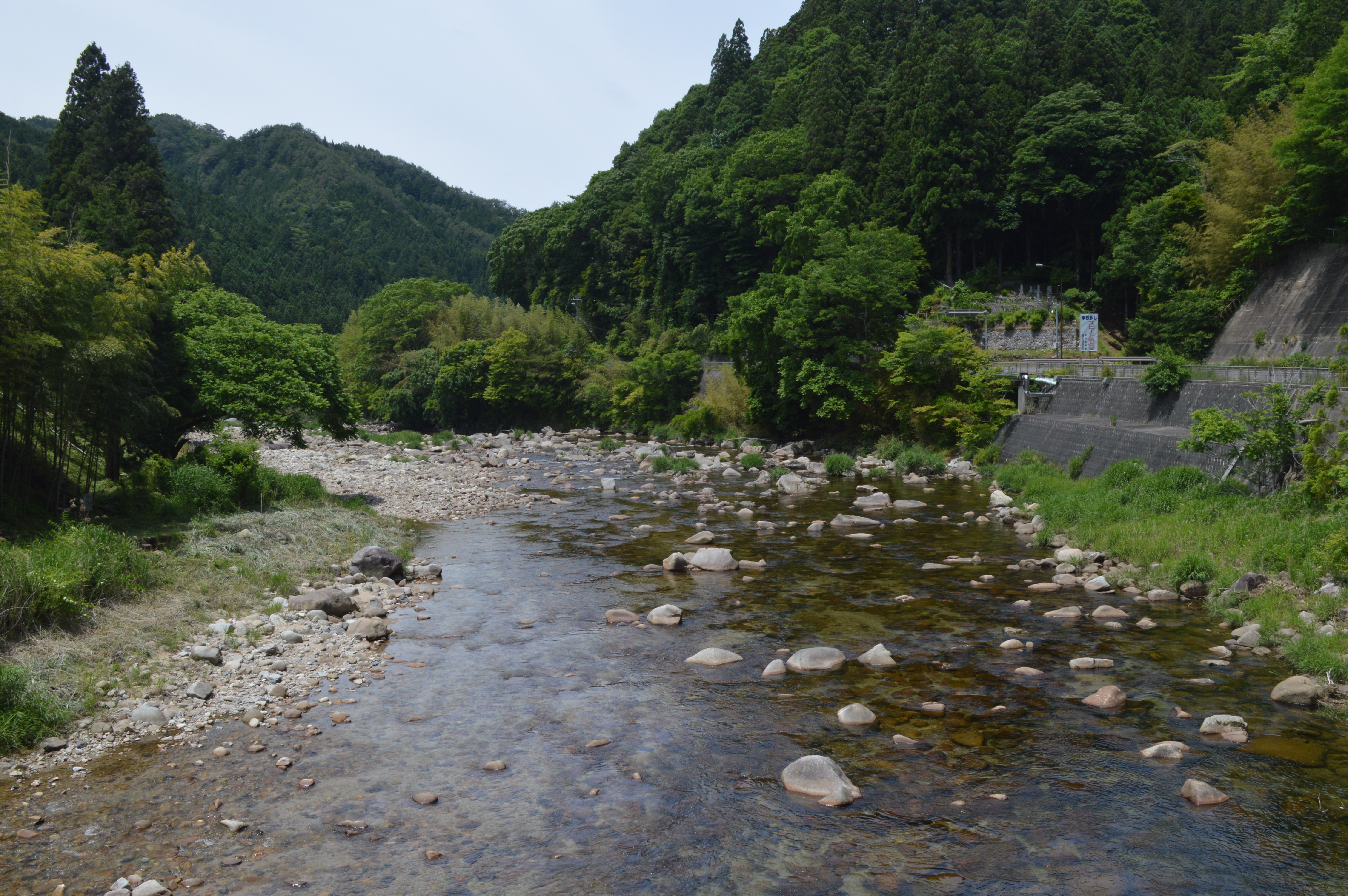
根羽川
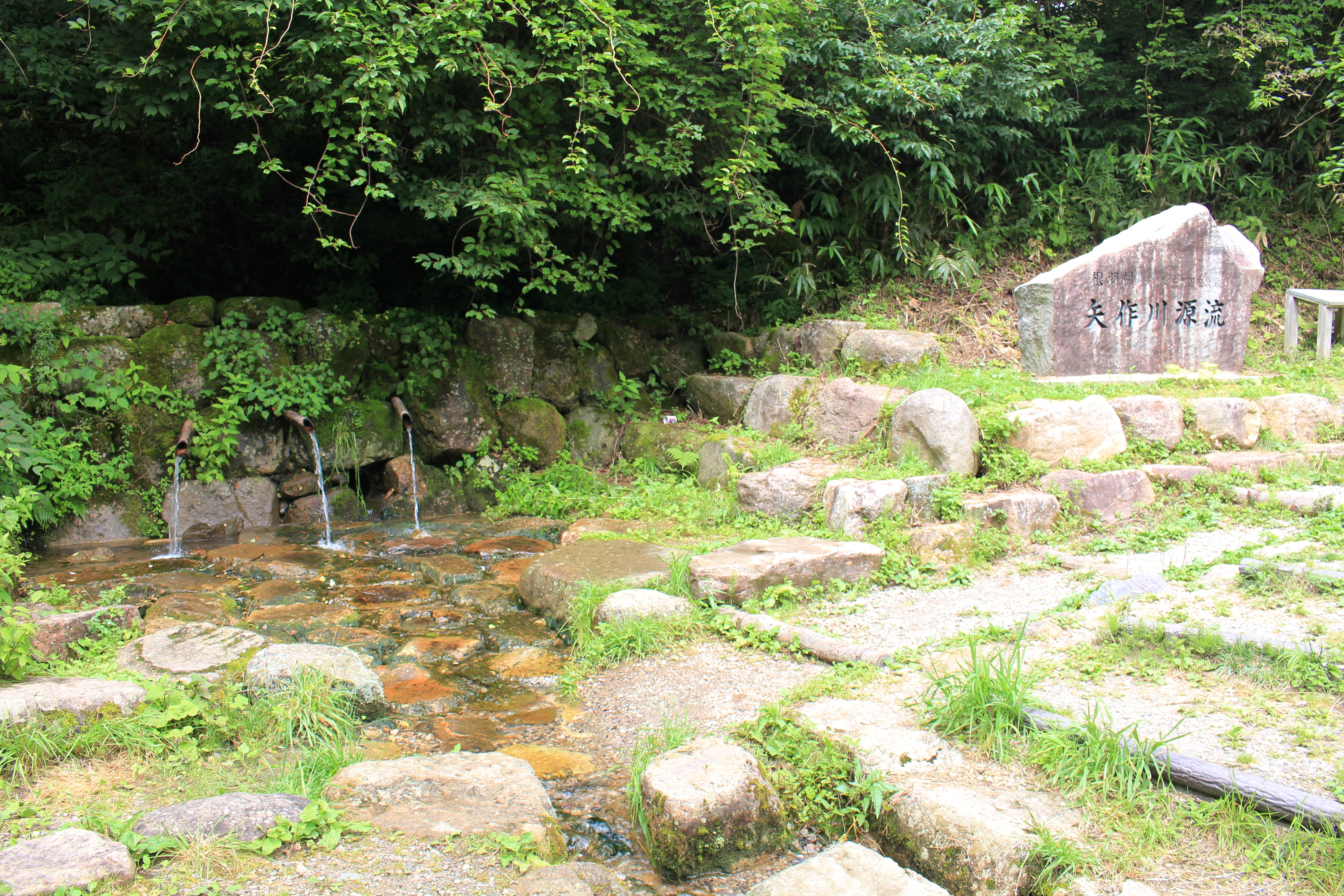
矢作川源流
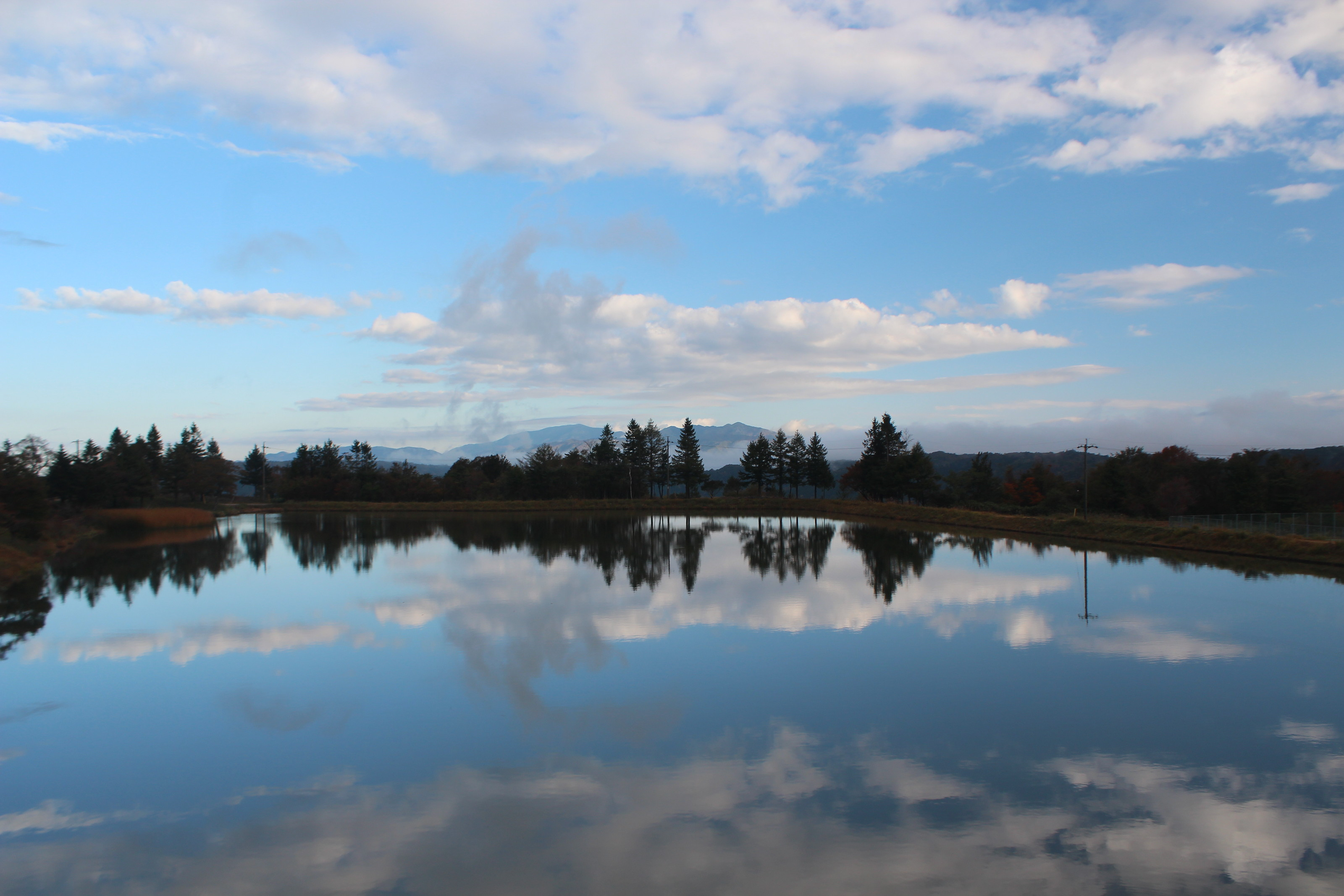
茶臼山高原・茶臼湖

### 地形
山岳
- 茶臼山（1,415.2m）
- 愛宕山（865m）
- 三国山（700.98m）
- 萱場山
- 蜂盛山
- 茶臼山高原

河川
- 矢作川
  - 根羽川
    - 小川川
    - 檜原川

  - 上村川

湖
- 茶臼山湖

### 人口
| |                                        |  |
| 根羽村と全国の年齢別人口分布（2005年） | 根羽村の年齢・男女別人口分布（2005年） |  |
| ■紫色 ― 根羽村 ■緑色 ― 日本全国 | ■青色 ― 男性 ■赤色 ― 女性              |  |
| 根羽村（に相当する地域）の人口の推移 \| 1970年（昭和45年） \| 2,121人 \| \| \| 1975年（昭和50年） \| 1,938人 \| \| \| 1980年（昭和55年） \| 1,773人 \| \| \| 1985年（昭和60年） \| 1,722人 \| \| \| 1990年（平成2年） \| 1,599人 \| \| \| 1995年（平成7年） \| 1,522人 \| \| \| 2000年（平成12年） \| 1,380人 \| \| \| 2005年（平成17年） \| 1,253人 \| \| \| 2010年（平成22年） \| 1,129人 \| \| \| 2015年（平成27年） \| 970人 \| \| \| 2020年（令和2年） \| 852人 \| \| |                                        |  |
| 総務省統計局 国勢調査より |                                        |  |
| 1970年（昭和45年） | 2,121人                                |  |
| 1975年（昭和50年） | 1,938人                                |  |
| 1980年（昭和55年） | 1,773人                                |  |
| 1985年（昭和60年） | 1,722人                                |  |
| 1990年（平成2年） | 1,599人                                |  |
| 1995年（平成7年） | 1,522人                                |  |
| 2000年（平成12年） | 1,380人                                |  |
| 2005年（平成17年） | 1,253人                                |  |
| 2010年（平成22年） | 1,129人                                |  |
| 2015年（平成27年） | 970人                                  |  |
| 2020年（令和2年） | 852人                                  |  |

### 隣接する地域
長野県
- 下伊那郡売木村
- 下伊那郡平谷村

愛知県
- 豊田市
- 北設楽郡設楽町
- 北設楽郡豊根村

岐阜県
- 恵那市

## 地域
16世紀までは、三河国加茂郡に所属していた経緯もあり、隣接する豊田市、さらに西三河の刈谷市・安城市とも交流がある。村内を流れ三河湾に注ぐ矢作川や、豊田市と通じる国道153号の影響で、愛知県西三河地域との結びつきが強い。そのこともあって、当村で話される方言は三河弁の影響を強く受けたものとなっている。
名物として菓子のからすみがある。
情報通信
- 郵便番号は村内一円で「395-0701」である。郵便物の集配は平谷村の平谷郵便局が行なっている。
- 電話番号の市外局番は「0265」（飯田MA）である。
- 村内は地上波放送の難視聴地域であり、地上デジタルテレビ放送はCATVを通じて視聴するのが一般的である。CATVへの加入は、村役場総務課にて申し込む。

## 歴史

### 古代・中世・近世
- 古代・中世の根羽・月瀬村両村は三河国に属していた。
- 平安時代後半 - 高橋新荘により現在の愛知県東加茂郡全域と豊田市・西加茂郡・北設楽郡及び長野県の旧根羽村・月瀬両村を含む広大な区域が成立した。
- 鎌倉時代 - 加茂郡名倉郷に属し、鎌倉御家人の荘官足助氏の支配下に入ったと伝えられている。
- 南北朝時代 - 加茂郡足助荘に属したとされている。
- 天文10年（1541年）には旧根羽村・月瀬村に及び、更に享禄年間には阿南町新野の関氏の勢力が三河に及んでいたとされている。
- 天文13年（1544年）8月13日 - 下條氏によって関氏は滅ぼされ、下條氏の支配下に入った。
- 弘治2年（1556年） - 新野峠が武田軍によって改修され、下條信氏が武節谷合戦で功を上げた。
- 元亀2年（1571年）4月 - 武田信玄の西上作戦の一環として足助松山城が攻略され、根羽・月瀬両村はこの時以降武田領となり、三河国から信濃国伊那郡に編入となった[2]。信玄は元亀4年4月に信濃伊那郡において死去したとされるが、『甲陽軍鑑』によれば三河攻めの際に三河の野田城攻撃中に肺肝を患い、根羽村で臨終を迎えたとしている。
- 天正10年（1582年） - 武田氏滅亡により、織田知行所に変わり、同年、織田信長自刃により徳川氏の天領となった。以降、宮崎信州代官・飯島代官所支配などを経る。
- 慶応4年（1868年） - 尾州取締所預かりとなり、同年8月の廃藩置県により伊那県に編入された。

### 近代・現代

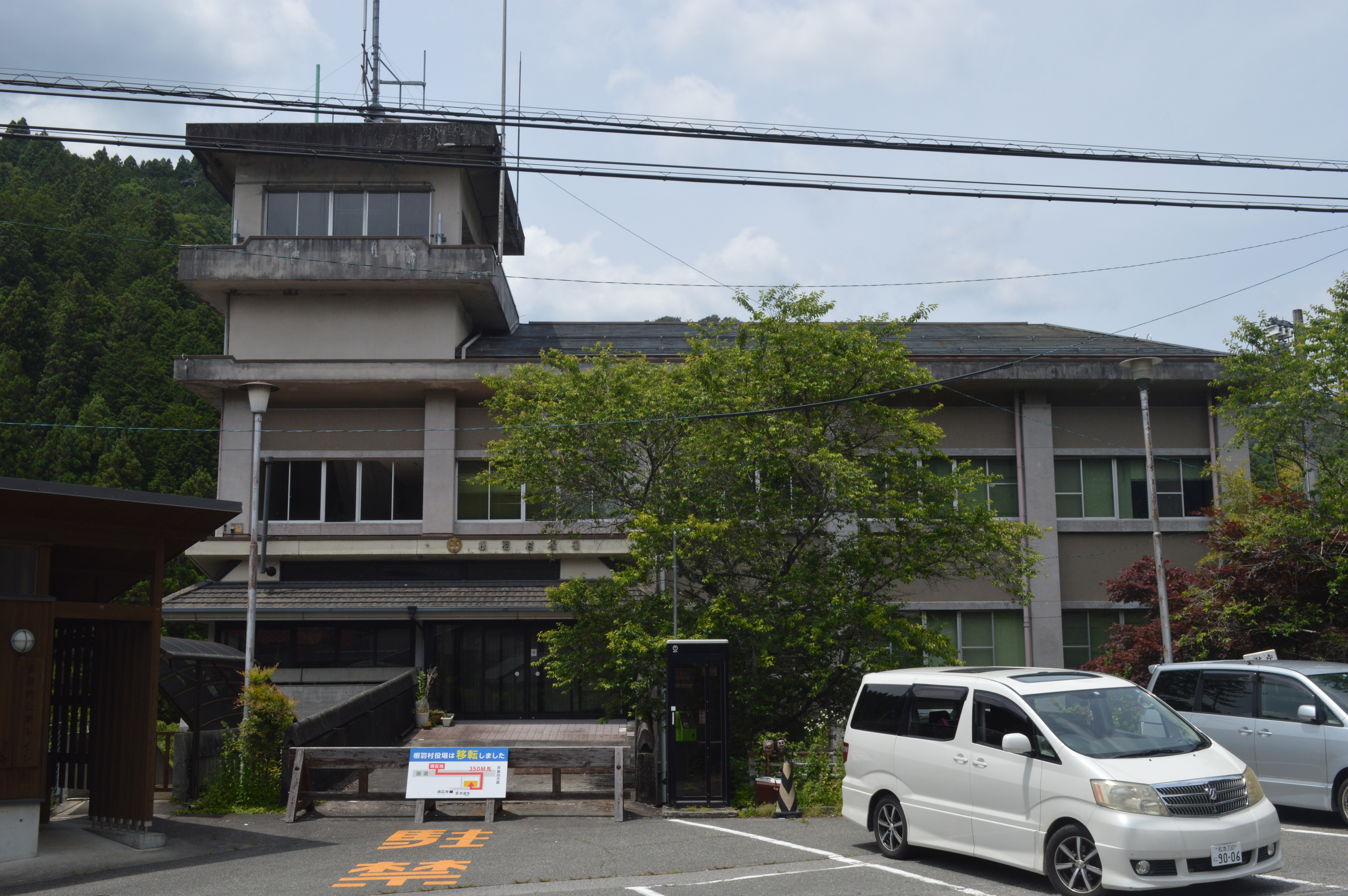
1969年から2018年まで根羽村役場であった建物

- 1871年（明治4年） - 筑摩県の所属となる。
- 1875年（明治8年）1月12日 - 根羽村及び月瀬村を合併して、改めて根羽村が発足する。現在の村域となる。
- 1876年（明治9年）8月21日 - 長野県の所属となる。
- 1879年（明治12年）1月4日 - 郡区町村編制法の施行により下伊那郡の所属となる。
- 1889年（明治22年）4月1日 - 町村制の施行により、根羽村の区域をもって、根羽村が発足する。
- 1969年（昭和44年） - 根羽村役場の庁舎が開庁[3]。
- 2018年（平成30年）9月3日 - 根羽村役場の新庁舎が開庁[4]。

## 行政
村長
- 村長：大久保憲一（2011年5月1日就任、3期目）

広域行政
し尿処理・ごみ処理場の事務は愛知県北設楽郡設楽町・東栄町・豊根村とともに一部事務組合「北設広域事務組合」を組織して当たっている。火葬事務は設楽町・豊根村と「斎苑運営委員会」を設置し「設楽町津具斎苑」を共同利用している。

## 施設

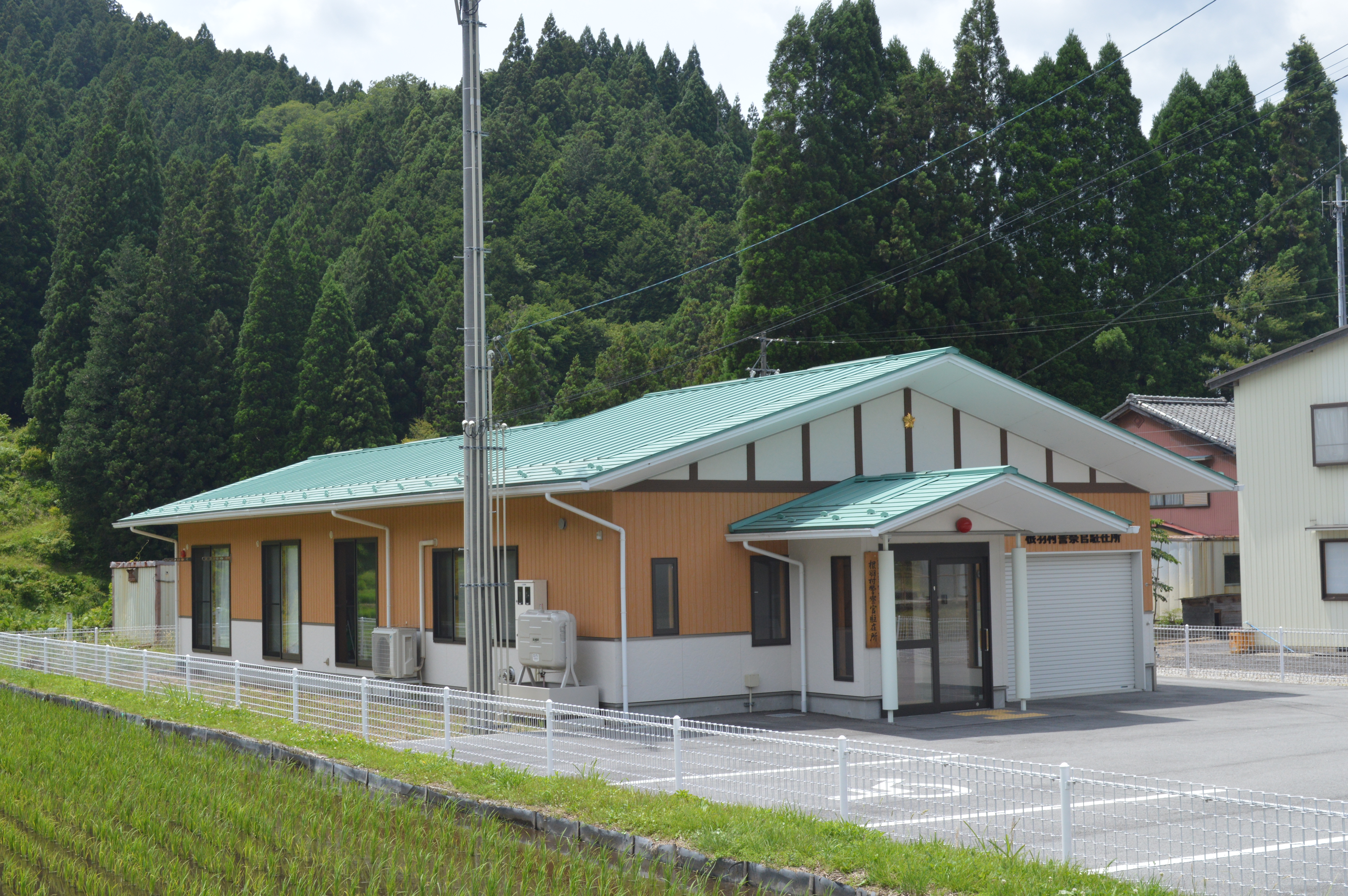
根羽村駐在所

- 長野県警察飯田警察署根羽村駐在所
- 南信州広域連合
- 根羽郵便局
- 根羽村立図書館 - 根羽村役場に併設。
- JAみなみ信州根羽支所
- 根羽村商工会
- 根羽村森林組合
- 根羽川漁業協同組合
- 根羽カントリークラブ

## 経済

### 林業
2004年（平成16年）、アイシン精機（現:アイシン、愛知県刈谷市）とグループ会社のアイシン・エィ・ダブリュ（現:アイシン、愛知県安城市）は長野県が手がける森林整備事業「森林の里親促進事業」による協定を締結した。2007年（平成19年）には同じグループ会社のアイシン高丘（愛知県豊田市）、アイシン化工（愛知県豊田市）、アイシン・エーアイ（現:アイシン）（愛知県西尾市）の3社も協定に加わり、計5社が年間300万円を寄付し、根羽村の森林整備費を支援している。また社員環境教育と根羽村住民との交流を深めることを目的として、様々な自然・森林・林業体験を行う「根羽村親子わんぱく体験隊」を実施し、その参加費は「根羽村水源の郷基金」に寄付し、環境保全に関する各事業に活用されている。

## 教育

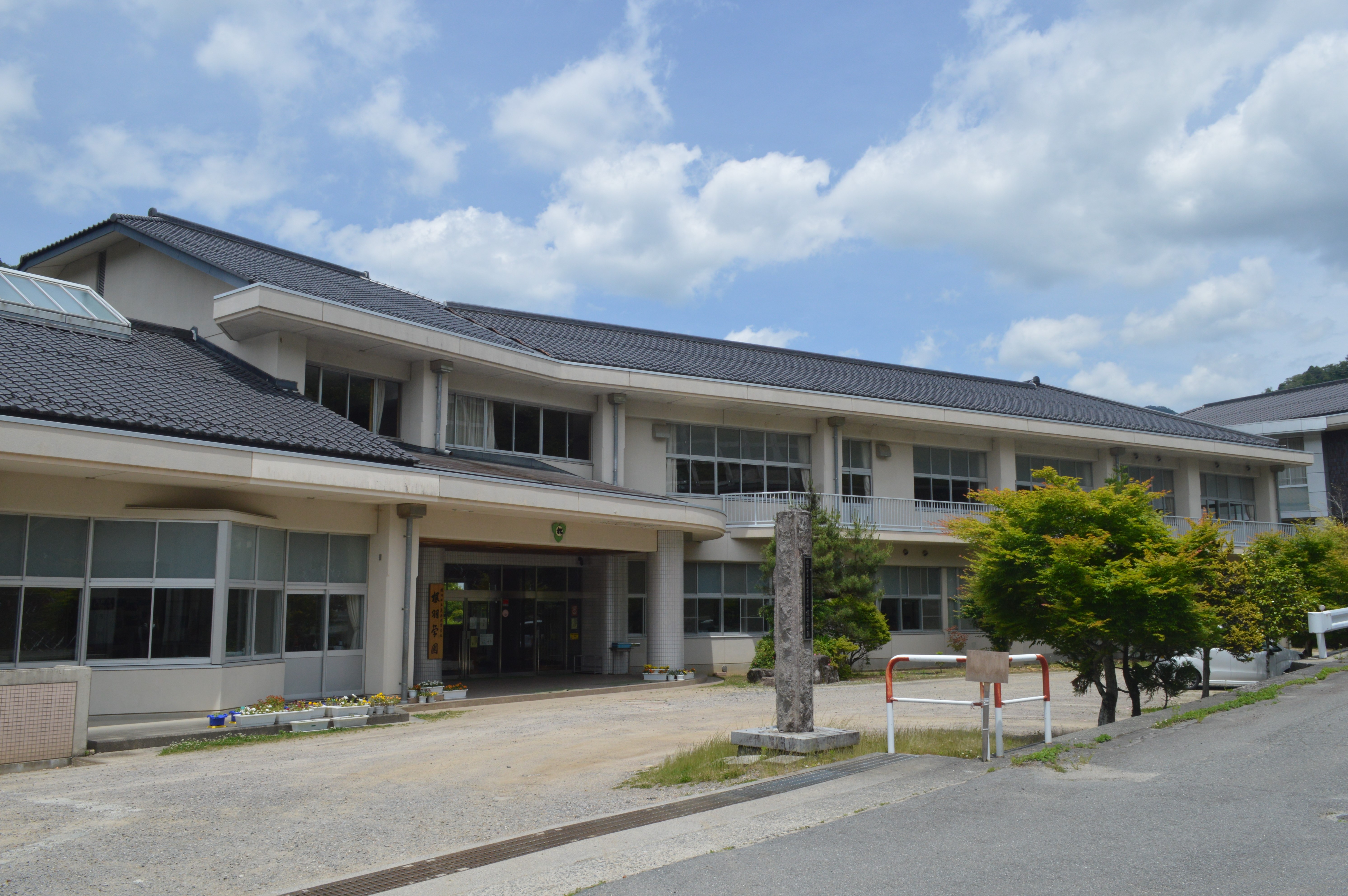
根羽学園

根羽村に高校はない。長野県阿智高等学校に自宅通学するか、飯田市内の高校へ下宿する必要がある。2008年（平成20年）3月以前は、愛知県立田口高等学校稲武校舎への自宅通学という選択肢もあったが、田口高校稲武校舎は2006年（平成18年）に生徒募集をやめて閉校したため、通学先の確保が課題となっている。

### 義務教育学校
- 根羽村立義務教育学校根羽学園 - 2020年（令和2年）に根羽村立根羽小学校と根羽村立根羽中学校を統合して開校。

## 交通

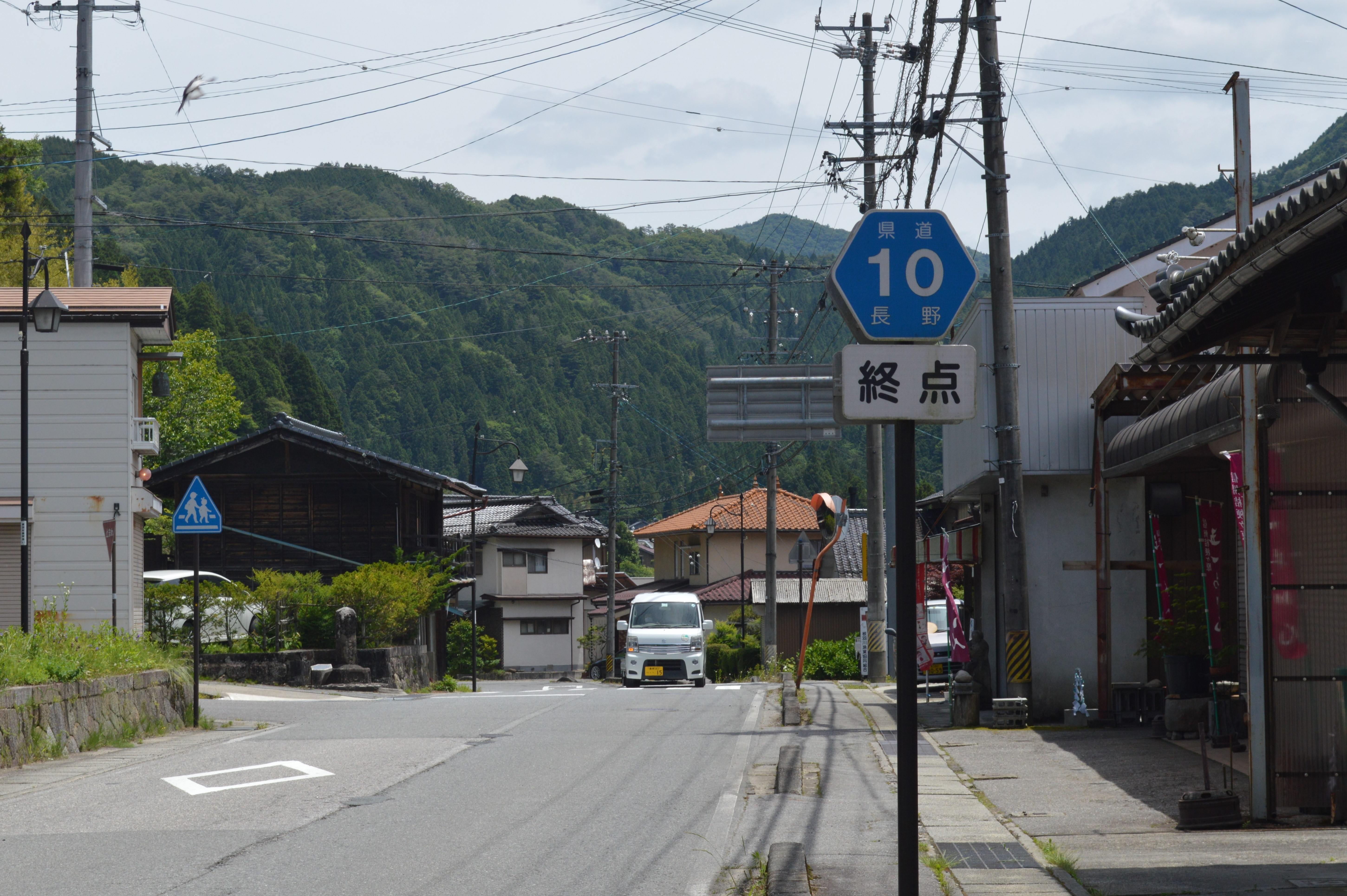
長野県道10号の終点

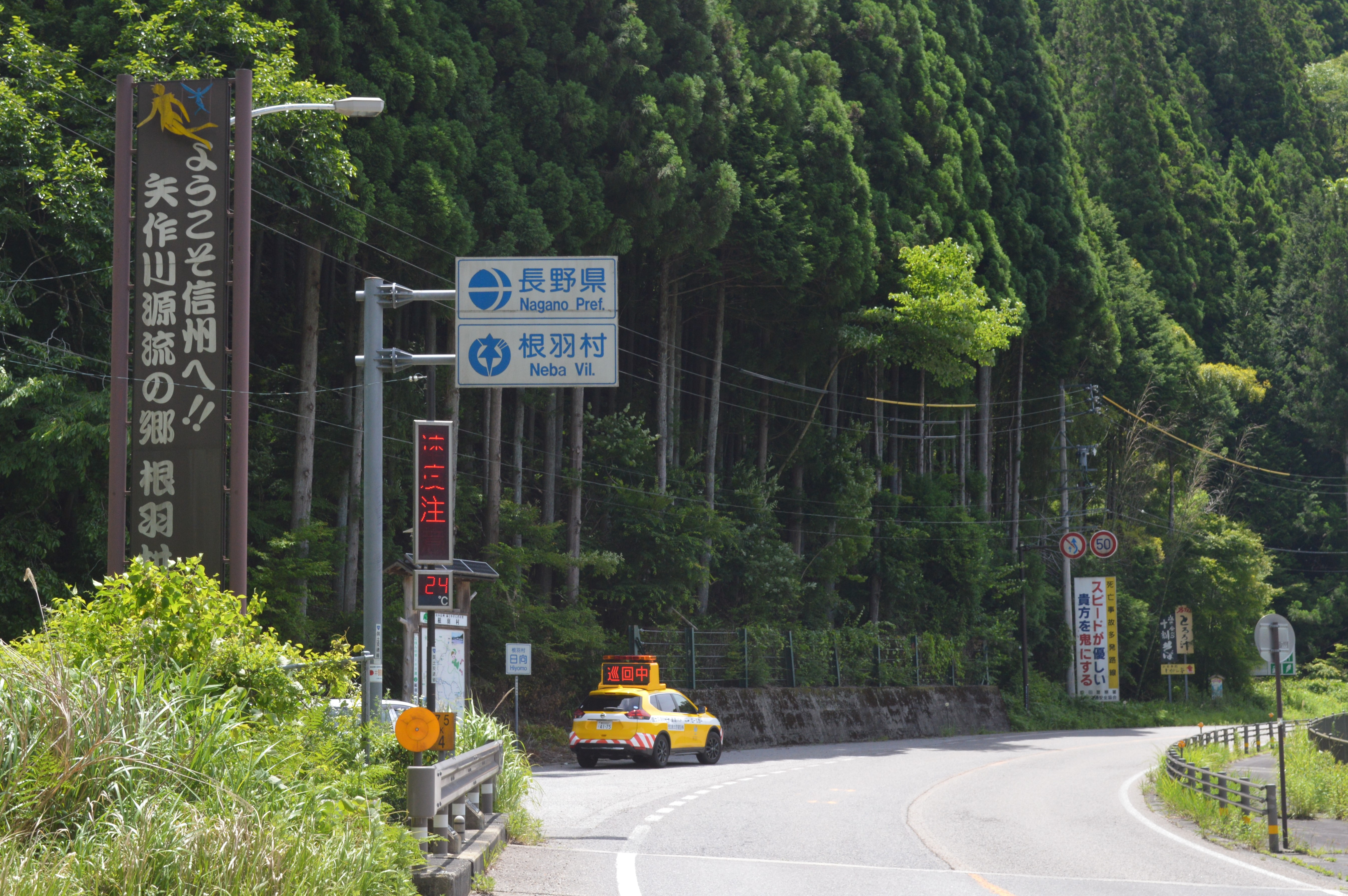
国道153号の長野＝愛知県境

村内に鉄道は通じていない。鉄道を利用する場合は、JR東海飯田線飯田駅、名鉄三河線・豊田線豊田市駅などから路線バスを利用する。

### 道路
国道
- 国道153号（一般国道）

県道
- 愛知県道・長野県道10号設楽根羽線（主要地方道）

- 長野県道46号阿南根羽線（主要地方道）
- 長野県道・愛知県道・岐阜県道101号月瀬上矢作線（一般県道）

### バス
路線バス
- 西部コミュニティバス（信南交通バスを転換） 阿智高校前 - こまんば（※） - 浪合 - 治部坂高原 - 平谷 - 信玄塚 - 根羽

平日：1日5往復、休日：1日3往復
※ 「こまんば」停にて、飯田方面行き信南交通バスに乗換可。
- 稲武地域バス（どんぐりバス）根羽線（名鉄バスを転換） どんぐりの湯（※）・稲武（※） - 上郷 - 月瀬 - 根羽

1日3往復
※「どんぐりの湯」停・「稲武」停にて、とよたおいでんバス稲武・足助線（一部豊田市駅への快速便あり）、おでかけ北設（設楽町営バス）稲武線に乗換可。

### ナンバープレート
南信州ナンバー
2025年5月7日以降、飯田市、下伊那郡各町村とともに、ご当地ナンバーである南信州ナンバーが割り当てられている。

## 名所・旧跡・観光スポット

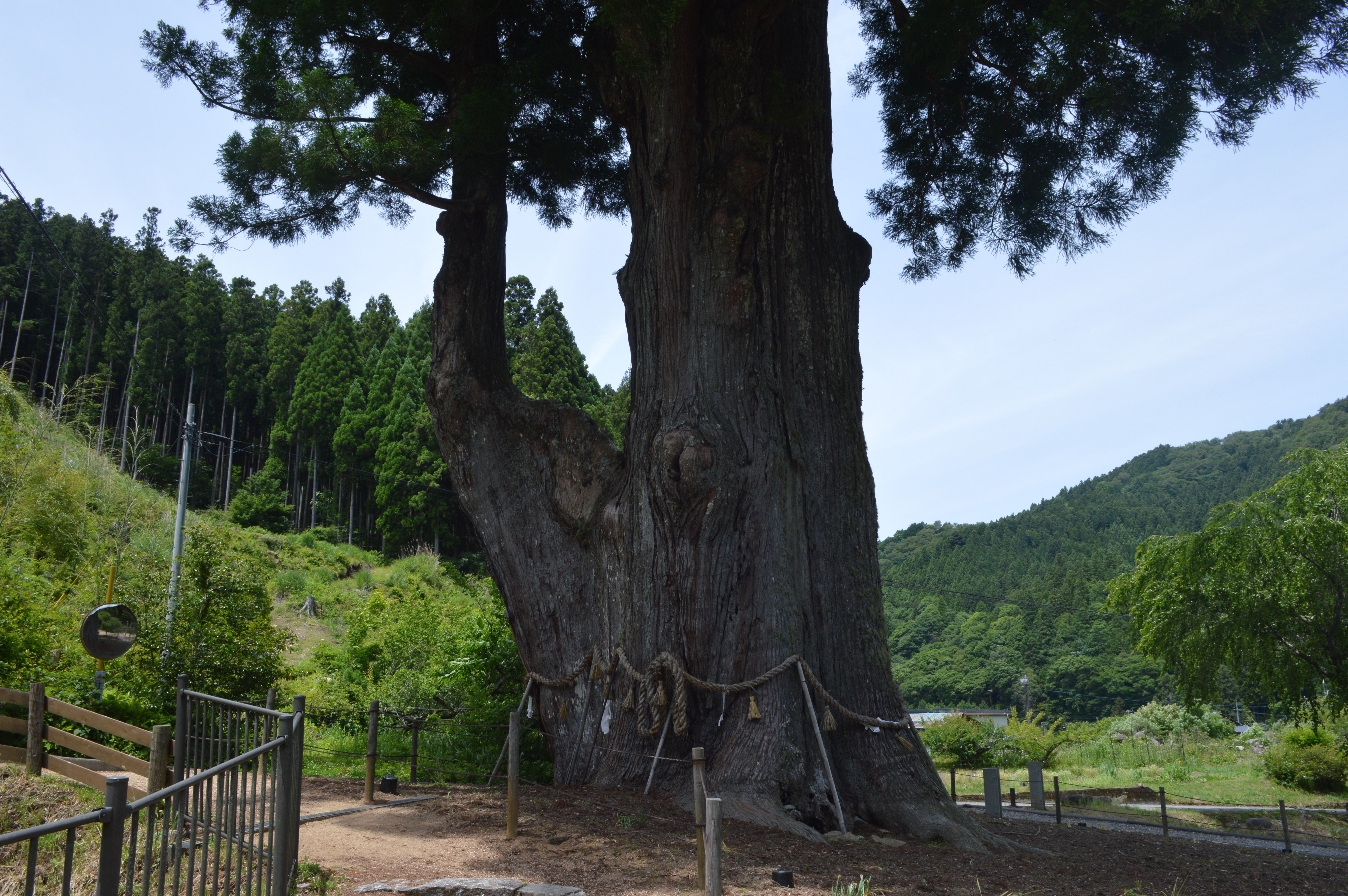
月瀬の大スギ

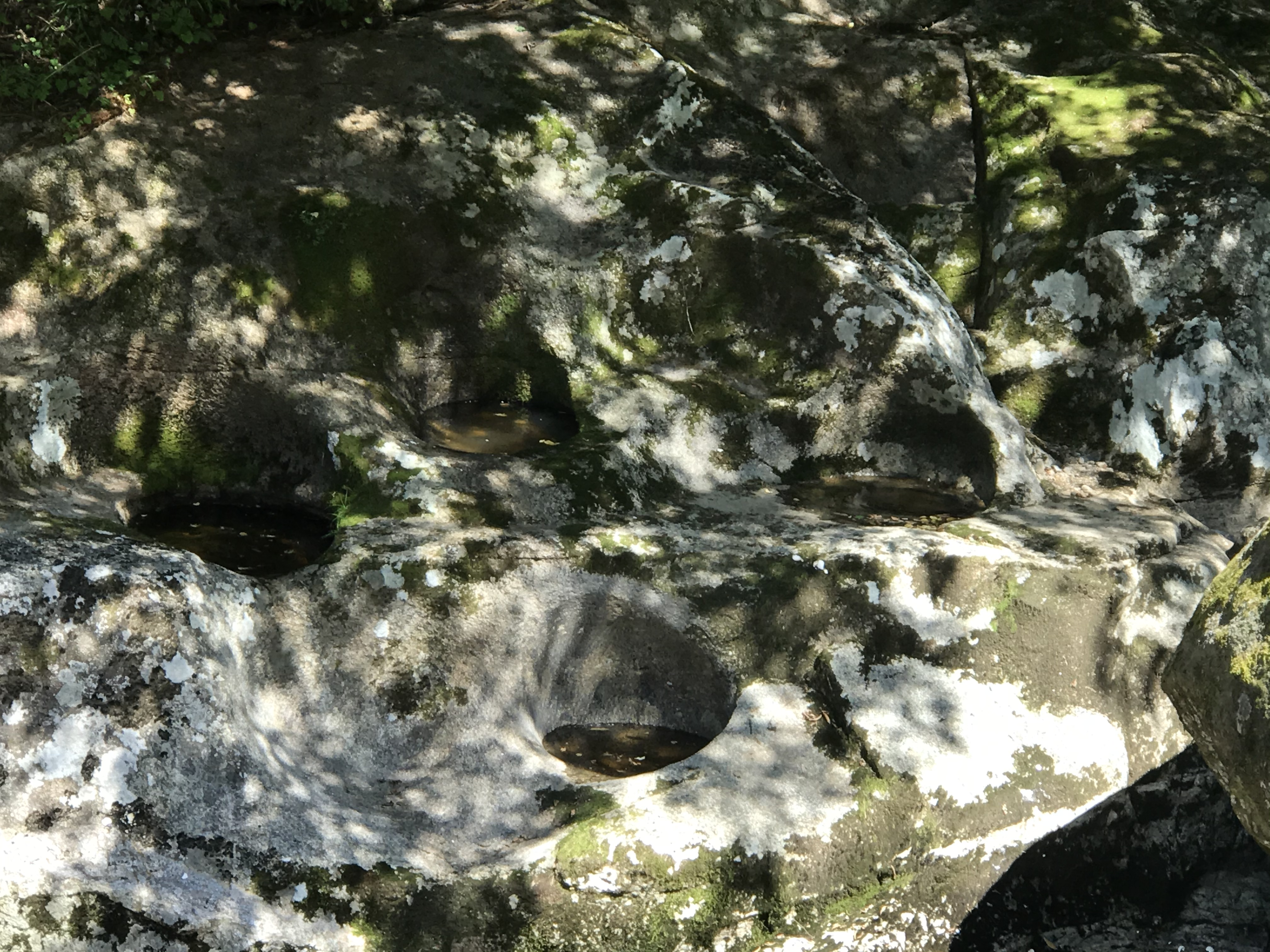
釜ヶ入の甌穴

### 名所・旧跡
- 一心寺 - 曹洞宗の寺院。
- 宗源寺 - 曹洞宗の寺院。本堂は根羽村指定文化財。
- 感應寺 - 日蓮宗の寺院。
- 八柱神社 - 本殿は根羽村指定文化財。「八柱神社の神代杉」は根羽村指定天然記念物。
- 六柱神社（黒地若宮社）
- 大船神社 - 本殿は根羽村指定文化財。
- 津島神社 - 狛犬は根羽村指定文化財。
- 若宮神明宮
- 信玄塚

### 観光スポット
- 月瀬の大スギ - 国の天然記念物。長野県最大の巨木とされる。
- 亀甲岩
- 釜ヶ入の甌穴
- 根羽峡
- 小戸名渓谷
- 森の駅ネバーランド
- 茶臼山高原両生類研究所（カエル館）[12]
- 茶臼山高原木のぼりキャンプ村

## 出身著名人
- 片桐英郎 - 農芸化学者。